# Донгипрошахт
Донгипрошахт, Донецкий государственный институт проектирования шахт — проектный институт, открытое акционерное общество (с 2002 года). Основан в 1938 году. Главный институт на Украине по разработке проектно-сметной документации на сооружение глубоких шахт.

## Здание института
Здание института «Донгипрошахт» построено в 1952 году рядом с кинотеатром имени Т. Г. Шевченко, через Театральный проспект по проекту архитектора Георгия Ивановича Навроцкого (инженер В. В. Кадинцев) на месте общежития Донецкого металлургического завода, разрушенного во время Великой Отечественной войны. Фасад здания решен в монументальных формах и использует мотивы русского классицизма. Ряд элементов здания символизирует угольную отрасль промышленности.
Высота здания — три этажа, межэтажная граница между вторым и третьим этажами ярко выражена. На третьем этаже окна утоплены в ниши и фланкированы колоннами. Фасад здания, выходящий на улицу Артёма, выполнен в виде портика из четырёх колонн, пьедесталы которых облицованы чёрным полированным гранитом. Колонны преодолевают межэтажную границу и приподнимают над ней фронтон. Цоколь здания также облицован чёрным полированным гранитом.

## Научная деятельность
Основные направления научной деятельности:
- комплексное проектирование строительства новых, реконструкции и технического перевооружения угольных предприятий, включая объекты окружающей среды;
- проектирование локальных комплексов для действующих предприятий с целью их модернизации, поддержки добычи угля, повышение безопасности работ и улучшения условий труда, повышение эффективности производства, снижение негативного воздействия на окружающую среду;
- разработка генеральной схемы развития угольной отрасли;
- разработка ТЭО целесообразности строительства новых угольных предприятий и реконструкции действующих;
- разработка горно-геологических обоснований сооружения объектов и проектов мероприятий охраны зданий и сооружений;

комплексное проектирование ликвидации предприятий угольной промышленности.